# Sigurd Fredriksson
Ernst Sigurd Fredriksson, född 9 januari 1916 i Huddinge församling, Stockholms län, död 11 november 1975 i Sigtuna, var en svensk arkitekt.
Efter studentexamen i Stockholm 1935 utexaminerades Fredriksson från Kungliga Tekniska högskolan 1941. Han anställdes hos arkitekt Birger Borgström 1937, hos arkitekt Kjell Westin 1939, vid Försvarets fabriksstyrelse 1941, stadsarkitekt i Askersunds stad och södra Närkes stadsarkitektdistrikt 1944, bedrev egen arkitektverksamhet i Hallsberg från samma år samt blev stadsarkitekt i Karlskoga stad 1962.